# Lorenzo Bezzi
Lorenzo Bezzi (Tortona, 22 ottobre 1906 – Mar Mediterraneo, 27 giugno 1940) è stato un militare italiano.

## Biografia
Nacque a Tortona il 22 ottobre 1906. Conseguita la maturità classica, divenne allievo dell'Accademia navale di Livorno il 26 novembre 1921 e ne uscì nel 1926 col grado di guardiamarina. Imbarcato brevemente su diverse unità di superficie, fu inviato nel 1927 al 1º Reggimento "San Marco" di Tientsin, allora colonia italiana, e nel febbraio 1928 imbarcò a Shanghai sull'esploratore Libia.
Tornato in Italia, ebbe varie destinazioni d'imbarco fino a quando nel 1937 non fu posto a disposizione del Ministero degli affari esteri per un incarico speciale presso il governo cinese. Rientrato nuovamente in Italia, fu promosso nel 1939 a capitano di corvetta ed ebbe il comando della torpediniera Albatros, del sommergibile H.4, della torpediniera Giacinto Carini e infine del sommergibile Console Generale Liuzzi. Al comando del Liuzzi, il 27 giugno 1940 fu attaccato da cinque unità britanniche nel mar Mediterraneo orientale e fu costretto alla riemersione in seguito alle avarie riportate, tra cui il blocco delle armi di bordo; dopo aver messo in salvo l'equipaggio, provocò l'autoaffondamento del sommergibile, seguendone la sorte.
Fu insignito della Medaglia d'oro al valor militare alla memoria. Il comune di Roma gli ha dedicato una via, ricompresa poi nel territorio del comune di Fiumicino, mentre la Marina Militare gli ha dedicato la Scuola sottufficiali di Taranto.